# Opernchor
Ein Opernchor ist ein von einem Theater angestelltes Ensemble, um Chorpartien in Opern zu besetzen.

## Geschichte
Die Größe des Chores hängt von der finanziellen Lage, der Größe des Theaters und seines Orchesters und dem Repertoire ab. So können in einem Chor eines großen Hauses über 100 Sänger beschäftigt sein. Bei Opern von Wagner, Puccini oder anderen kommt an manchen Opernhäusern ein Extrachor hinzu.
Die Zeitschrift opernwelt zeichnet jährlich nach einer Kritikerumfrage einen Opernchor als »Chor des Jahres« aus. 2011 war dies der Stuttgarter Staatsopernchor, davor dreimal in Folge der Chor der Deutschen Oper Berlin.

## Große Opernchöre an deutschsprachigen Häusern
Opernchöre an deutschen Häusern, deren Orchester in die höchste TVK-Stufe A/F1 bzw. Bes. TV eingeordnet sind, und mindestens 130 Orchester-Planstellen haben (Stand 2012), dazu Wien und Zürich:
- Berlin, Deutsche Oper: 80 Chormitglieder[2]
- Berlin, Staatsoper Unter den Linden: 84 Chormitglieder[3]
- Dresden, Semperoper: 92 Chormitglieder[4]
- Düsseldorf/Duisburg, Deutsche Oper am Rhein: 66 Chormitglieder[5]
- Hamburg, Staatsoper: 70 Chormitglieder[6]
- Köln, Oper: 64 Chormitglieder[7]
- Leipzig, Oper: 69 Chormitglieder[8]
- München, Bayerische Staatsoper: 98 Chormitglieder[9]
- Stuttgart, Staatstheater: 73 Chormitglieder[10]
- Wien, Staatsoper: 92 Chormitglieder[11]
- Zürich, Oper: 60 Chormitglieder[12]